# Archimbaldo IX de Borbón
Archimbaldo IX de Borbón (1212-Reino de Chipre, 15 de enero de 1249), llamado "Le Jeune" ("El Joven"), fue un gobernante (sire) de Bourbonnais en la región moderna de Auvernia, Francia.

## Vida
Era hijo de Archimbaldo VIII de Borbón y de Beatriz de Montluçon.
Se casó con Yolanda I, Condesa de Nevers. Tuvieron dos hijas:
- Matilde II, Condesa de Nevers (m. 1262).
- Inés de Borbón (1237-7 de septiembre de 1288); se casó con Juan de Borgoña, Conde de Charolais, hijo de Hugo IV, Duque de Borgoña.

Murió en Chipre el 15 de enero de 1249, de camino a Egipto en apoyo durante la Séptima cruzada.